# Charles Cahill
Pour les articles homonymes, voir Cahill.
Charles Edward Cahill, dit Charlie et surnommé Moose, né le 4 janvier 1904 à Summerside dans la province de l'Île-du-Prince-Édouard au Canada, mort le 5 juin 1954, est un joueur de hockey sur glace qui évoluait au poste d'ailier droit.
Il a joué une saison dans la Ligue nationale de hockey avec les Bruins de Boston.

## Statistiques

### Statistiques en club
| Saison     | Équipe                 | Ligue      |    | PJ | B  | A  | Pts | Pun |
| 1925-1926  | Bruins de Boston       | LNH        | 31 | 0  | 1  | 1  | 4   |     |
| 1926-1927  | Eagles de New Haven    | Can-Am     | 26 | 10 | 1  | 11 | 35  |     |
| 1927-1928  | Eagles de New Haven    | Can-Am     | 28 | 8  | 1  | 9  | 24  |     |
| 1928-1929  | Arrows de Philadelphie | Can-Am     | 36 | 9  | 1  | 10 | 43  |     |
| 1929-1930  | Arrows de Philadelphie | Can-Am     | 39 | 18 | 13 | 31 | 60  |     |
| Totaux LNH | Totaux LNH             | Totaux LNH | 31 | 0  | 1  | 1  | 4   |     |

## Ouvrage
- (en) Dan Diamond, Total Hockey: The Official Encyclopedia of the National Hockey League, Total Sports, 1998, 1879 p. (ISBN 978-0836271140)